# Courtney Okolo
Courtney Okolo (Dallas, 15 de março de 1994) é uma velocista campeã olímpica e mundial norte-americana, especializada nos 400 metros rasos.
Campeã mundial indoor do 4x400 m em março competindo no Campeonato Mundial de Atletismo em Pista Coberta de 2016, em Portland, qualificou-se na seletiva olímpica norte-americana para os Jogos Olímpicos e integrou o revezamento 4x400 m que conquistou a medalha de ouro na Rio 2016 junto com Allyson Felix, Natasha Hastings e Phyllis Francis. Em 2018, Okolo ganhou  duas medalhas de ouro no Campeonato Mundial de Atletismo em Pista Coberta de Birmingham, na Inglaterra, nos 400 m e nos 4x400 m. Em 2019, nos Jogos Pan-americanos de Lima, conquistou o ouro integrando revezamento 4x400 m e o bronze na prova individual. Em Doha 2019, integrou o revezamento 4x400 misto, composto de duas mulheres e dois homens, na primeira vez em que esta prova foi disputada num campeonato mundial. A equipe americana ganhou a medalha de ouro e estabeleceu o recorde mundial – aferido pela primeira vez – da prova.